# Iniciativa Científica Milenio
El programa Iniciativa Científica Milenio es un ente chileno dedicado al desarrollo de la investigación científica y tecnológica de frontera en el país. Milenio financia la creación y el desarrollo de Centros de Investigación –Institutos y Núcleos Milenio – los que son adjudicados a través de concursos públicos. Estos abarcan las áreas de las Ciencias Naturales y Exactas, como también de las Ciencias Sociales.

## Institutos y Núcleos Milenio

### Ciencias Naturales y Exactas
- Instituto Milenio Centro Interdisciplinario de Neurociencia de Valparaíso, CINV
- Instituto Milenio de Astrofísica, MAS
- Instituto Milenio en Inmunología en Inmunoterapia, IMII
- Instituto Milenio de Neurociencia Biomédica, BNI
- Instituto Milenio de Oceanografía, IMO
- Instituto Milenio de Biología Integrativa de Sistemas y Sintética, Ibio
- Instituto Milenio de Investigación en Óptica, MIRO
- Instituto Milenio de Investigación sobre los Fundamentos de los Datos
- Instituto Milenio en Socio-Ecología Costera, SECOS
- Núcleo Milenio de Formación Planetaria
- Núcleo Milenio de Ecología y Manejo Sustentable de Islas Oceánicas, Esmoi
- Núcleo Milenio Centro para el Estudio de Forzantes Múltiples sobre Sistemas Socio-Ecológicos, Musels
- Núcleo Milenio Trazadores de Metales, NMTM
- Núcleo Milenio Modelos Estocásticos de Sistemas Complejos y Desordenados
- Núcleo Milenio Física de la Materia Activa
- Núcleo Milenio de Materiales Multifuncionales para la Ciencia Aplicada de Superficies, Multimat
- Núcleo Milenio de Enfermedades asociadas a Canales Iónicos, MiNICAD
- Núcleo Milenio de Salmónidos Invasores, INVASAL
- Núcleo Milenio El ciclo sísmico a lo largo de zonas de subducción, CYCLO
- Núcleo Milenio Materiales Mecánicos Suaves e Inteligentes
- Núcleo Milenio Paleoclima
- Núcleo Milenio en Resonancia Magnética Cardiovascular
- Núcleo Milenio en Procesos Catalíticos hacia la Química Sustentable, CSC
- Núcleo Milenio Centro para el Descubrimiento de Estructuras en Datos Complejos, Midas
- Núcleo Milenio Biología de Microbiota Intestinal
- Núcleo Milenio en enfoque Intertdisciplinario de la Resistencia Antimicrobiana

### Ciencias Sociales
- Instituto Milenio para la Investigación en Depresión y Personalidad, Midap
- Instituto Milenio para la Investigación en Imperfecciones del Mercado y Políticas Públicas, MIPP
- Núcleo Milenio Centro para el Impacto Socioeconómico de las Políticas Ambientales, Cesiep
- Núcleo Milenio de Investigación sobre Energía y Sociedad, Numies
- Núcleo Milenio para el Estudio del Curso de Vida y la Vulnerabilidad, MLIV
- Núcleo Milenio Autoridad y Asimetrías de Poder
- Núcleo Milenio Movilidades y Territorios
- Núcleo Milenio en Desarrollo Social
- Núcleo Milenio para Mejorar la Salud mental de Adolescentes y Jóvenes, Imhay
- Núcleo Milenio Experiencias de los Estudiantes de la Educación Superior en Chile: ¿Por qué y para qué?
- Núcleo Milenio Arte, Performatividad y Activismo, NMAPA